# Olga Alexejewna Dmitrijewa
Olga Alexejewna Dmitrijewa (russisch Ольга Алексеевна Дмитриева; * 26. Juni 1981 in Leningrad) ist eine ehemalige russische Triathletin, Staatsmeisterin auf der Triathlon-Langdistanz (2014). Sie war Mitglied der russischen Nationalmannschaft.

## Werdegang
Im Ranking des Russischen Triathlon-Verbandes war Dmitrijewa im Jahr 2009 an der ersten Stelle gereiht, sie gewann auch den Russischen Cup 2009, obwohl sie nur an drei der insgesamt zehn Rennen teilgenommen hatte.
2010 gewann Dmitrijewa bei den Russischen Meisterschaften die Silbermedaille auf der Sprint- und die Bronzemedaille auf der olympischen Distanz.
Bei der Militärweltmeisterschaft in Satenas (Schweden) gewann Dmitrijewa 2006 mit ihrem Team die Goldmedaille, in der Individualwertung wurde sie Dritte. Bei der Militärweltmeisterschaft 2008 in Otepää (Estland) gewann Dmitrijewa Silber in der Teamwertung und wurde Vierte in der Individualwertung.
Im Jahr 2009 ging Dmitrijewa in Frankreich für den Verein Charleville Tri Ardennes in der angesehenen Club-Meisterschaftsserie Lyonnaise des Eaux an den Start, wobei der Verein fast ausschließlich ausländische Elite-Legionärinnen einsetzt. Beim Triathlon von Longchamp (Paris) etwa wurde Dmitrijewa 19., sie war damit Beste ihres Clubs, gefolgt von Danne Boterenbrood (20.) aus den Niederlanden, Karolien Geerts (32.) aus Belgien und Alia Cardinale Villalobos (35.) aus Costa Rica. Beim Lyonnaise-Abschluss-Triathlon in La Baule wurde Dmitrijewa 20. bzw. Zweitbeste ihres Vereins, diesmal hatte Katrien Verstuyft aus Belgien mit dem 18. Platz die beste Platzierung der Charleville-Triathletinnen davongetragen.
In den neun Jahren von 2002 bis 2010 nahm Dmitrijewa an 45 ITU-Wettkämpfen teil und erreichte 18 Top-Ten-Plätze.
2010 nahm Dmitrijewa an vier der fünf französischen Lyonnaise-des-Eaux-Clubmeisterschaftstriathlons, ebenfalls für Charleville, teil: in Dünkirchen (23. Mai 2010) wurde sie 16., in Paris (18. Juli 2010) 21., in Tourangeaux (29. August 2010) 16. und beim Großen Finale in La Baule (18. September 2010) 28. – Dmitrijewa war bis auf La Baule immer Beste ihres Vereins, in La Baule Zweitbeste. Der Verein nominierte für vier der fünf Bewerbe ausschließlich ausländische Legionärinnen, lediglich in Dünkirchen ging auch eine Französin, Jeanne Collonge, an den Start.

### Nationale Meisterin Triathlon Langdistanz 2014
Im August 2014 wurde sie russische Staatsmeisterin auf der Triathlon-Langdistanz. Im Juli 2017 wurde sie Dritte bei den nationalen Meisterschaften auf der Langdistanz.
Im August 2019 wurde die 38-Jährige russische Vizestaatsmeisterin Aquathlon.
Seit 2021 tritt Olga Dmitrijewa nicht mehr international in Erscheinung.

## Sportliche Erfolge
| Datum/Jahr    | Rang | Wettbewerb                                           | Austragungsort | Zeit     | Bemerkung                                                                  |
| ------------- | ---- | ---------------------------------------------------- | -------------- | -------- | -------------------------------------------------------------------------- |
| 14. Okt. 2019 | 22   | Doha World Beach Games                               | Doha           | 00:33:51 |                                                                            |
| 6. Juni 2015  | 7    | RUS Triathlon National Championships                 | Sotschi        | 02:07:22 |                                                                            |
| 24. Mai 2015  | 8    | ETU Middle Distance Triathlon European Championships | Rimini         | 05:04:23 | Europameisterschaft auf der Mitteldistanz – im Rahmen der Challenge Rimini |
| 2. Aug. 2014  | 1    | RUS Long Distance Triathlon National Championships   | Russland       | 04:35:08 | Staatsmeisterin auf der Langdistanz                                        |
| 19. Juli 2014 | 9    | RUS Triathlon National Championships                 | Russland       | 02:06:15 |                                                                            |
| 18. Aug. 2013 | 7    | RUS Triathlon National Championships                 | Russland       | 02:08:28 |                                                                            |
| 22. Aug. 2012 | 20   | CISM Militär-Weltmeisterschaft Triathlon             | Lausanne       | 02:15:40 |                                                                            |
| 17. Apr. 2010 | 1    | ITU Triathlon European Cup                           | Antalya        | 02:05:10 |                                                                            |
| 12. Juni 2008 | 4    | CISM Militär-Weltmeisterschaft Triathlon             | Otepää         | 02:08:36 |                                                                            |
| 4. Juli 2006  | 3    | CISM Militär-Weltmeisterschaft Triathlon             | Satenas        | 02:09:05 |                                                                            |

| Datum/Jahr   | Rang | Wettbewerb                                         | Austragungsort   | Zeit     | Bemerkung                               |
| ------------ | ---- | -------------------------------------------------- | ---------------- | -------- | --------------------------------------- |
| 2. Juli 2017 | 3    | RUS Long Distance Triathlon National Championships | Bronnizy         | 04:44:50 | Staatsmeisterschaft auf der Langdistanz |
| 2. Aug. 2014 | 1    | RUS Long Distance Triathlon National Championships | Nischni Nowgorod | 04:35:08 | Staatsmeisterin auf der Langdistanz     |

| Datum/Jahr   | Rang | Wettbewerb                          | Austragungsort | Zeit     | Bemerkung   |
| ------------ | ---- | ----------------------------------- | -------------- | -------- | ----------- |
| 3. Sep. 2017 | 7    | RUS Duathlon National Championships | Krasnojarsk    | 02:09:11 | Krasnojarsk |

| Datum/Jahr    | Rang | Wettbewerb                           | Austragungsort | Zeit     | Bemerkung |
| ------------- | ---- | ------------------------------------ | -------------- | -------- | --------- |
| 17. Aug. 2019 | 2    | RUS Aquathlon National Championships | Tscheboksary   | 00:33:19 |           |

(DNF – Did Not Finish)